# Cerkiew Zwiastowania w Petersburgu (Wyspa Wasylewska)

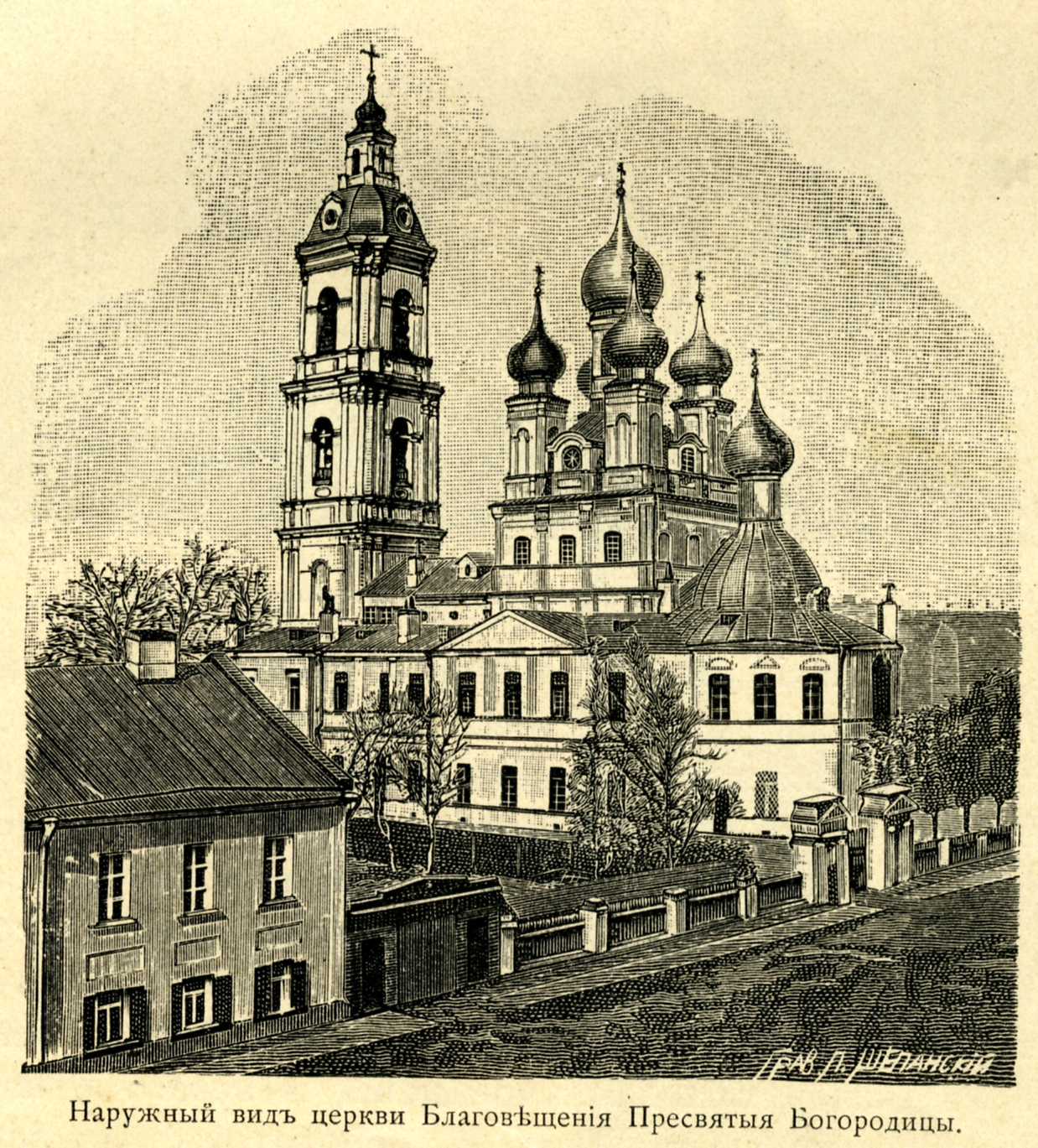
Cerkiew na początku XX w.

Cerkiew Zwiastowania – prawosławna cerkiew w Petersburgu, w eparchii petersburskiej Rosyjskiego Kościoła Prawosławnego. Jedna z najstarszych świątyń w Petersburgu. 

## Opis
Cerkiew została wzniesiona w latach 1750–1752 w stylu barokowym, według projektu nieznanego autora. Fundatorami budynku byli I. i I. Czirkinowie, petersburscy kupcy. Świątynia była dwupoziomowa – w jej dolnej kondygnacji mieściła się cerkiew Zwiastowania, na górnej – cerkiew Zmartwychwstania (po 1796 jej wezwanie zmieniono na Podwyższenia Krzyża Pańskiego). Konsekracji pierwszego ołtarza dokonał późniejszy święty biskup Tichon Zadoński. W 1780 do budynku dostawiono czterokondygnacyjną dzwonnicę. Całość wieńczyło siedem cebulastych kopuł. Na obydwu poziomach świątyni znajdowały się barokowe złocone ikonostasy. W latach 1844–1854 przy cerkwi funkcjonował żeński Monaster Nowodziewiczy. W 1899 w obiekcie wykonano nową dekorację malarską we wnętrzu, zaś obok cerkwi zbudowano według projektu M. Jeriemiejewa kaplicę krytą dachem namiotowym.
Cerkiew została zamknięta i zaadaptowana na magazyn w 1933, lub według innego źródła w 1936. Jej wyposażenie uległo całkowitemu zniszczeniu. W 1992 Rosyjski Kościół Prawosławny odzyskał obiekt.